# Schneegimpel
Die Schneegimpel (Leucosticte) stellen eine Gattung innerhalb der Familie der Finken (Fringillidae) dar. Die sechs Arten der Gattung sind Hochgebirgsspezialisten, von denen zwei auch in der arktischen Tundra vorkommen, und deren Verbreitung sich über Teile Ostasiens und Nordamerikas erstreckt. Bis in die 1990er Jahre hinein wurden nur drei Arten in diese Gattung gestellt; der Rosenbauch-Schneegimpel (Leucosticte arctoa) galt als holarktische Art mit Vorkommen in Asien und Nordamerika. Infolge von genetischen Untersuchungen wurden jedoch die drei nordamerikanischen Unterarten als eigene Arten von der asiatischen Art abgegliedert. 2015 wurde der Sillem-Schneegimpel, der 1992 aufgrund zweier Bälge in einem Niederländischen Museum beschrieben und 2012 in Qinghai (China) wiederentdeckt wurde, in die Gattung der Karmingimpel gestellt.

## Beschreibung
Schneegimpel sind meist unauffällig und teils recht dunkel gefärbte, sperlingsähnliche Finken und mit Körperlängen zwischen 14 und 19 cm etwa so groß oder größer als ein Buchfink. Einige weisen einen recht deutlichen Sexualdimorphismus, einige einen saisonalen Dimorphismus auf. Wie bei den verwandten Gattungen Pyrrhula, Pinicola und Bucanetes kommt es zur Brutzeit zur Ausprägung von zwei Kehltaschen, die durch lange seitliche Schlitze mit der Rachenhöhle verbunden sind und in denen Nahrung gespeichert werden kann. Die Kehle macht einen geschwollenen Eindruck, wenn sie gefüllt ist. Auf diese Art werden die teils recht ausgedehnten Nahrungsflüge zur Versorgung der Jungvögel effizienter und die Altvögel können sich bei der Nahrungssuche in den kargen Hochgebirgshabitaten in einem Umkreis von bis zu 4 km bewegen.

## Systematik
Offenbar sind die Schneegimpel nahe mit den eigentlichen Gimpeln (Pyrrhula) und dem Hakengimpel (Pinicola enucleator) verwandt, von denen sie sich am Ende des mittleren Miozän abgespalten haben.

## Arten und Verbreitung
- Rosenbauch-Schneegimpel (Leucosticte arctoa) – Zentralasien (Altai) bis Ostsibirien, Japan
- Schwarz-Schneegimpel (Leucosticte atrata) – westliche USA
- Braunkopf-Schneegimpel (Leucosticte australis) – Colorado sowie nördliches Wyoming und nördliches New Mexico
- Mattenschneegimpel (Leucosticte brandti) – Zentralasien von Nord-Pakistan bis Nordwest-China und in die Mongolei
- Waldschneegimpel (Leucosticte nemoricola) – Nördliches Pakistan, Himalaya und nordwestliches China
- Graukopf-Schneegimpel (Leucosticte tephrocotis) – westliches Nordamerika von den Kommandeurinseln und Alaska bis ins nördliche Kalifornien

Der Sillem-Schneegimpel, 1992 in die Gattung Leucosticte gestellt, gehört seit 2015 zur Gattung Carpodacus. Sein nächster Verwandter ist der  Roborowskigimpel (Carpodacus roborowskii).